# Virgilio Ilari

Virgilio Ilari (Roma, 2 novembre 1948) è uno storico italiano.

## Biografia
Conseguita la laurea in giurisprudenza all'Università degli Studi di Roma, si dedica alla Storia militare antica, e per circa quindici anni approfondisce lo studio della Storia della politica di difesa e delle istituzioni militari della Repubblica italiana.
Assistente incaricato già dal 1972, diviene assistente ordinario e infine professore di Storia del Diritto Romano presso le università di Siena, Roma ("La Sapienza") e Macerata.
Dal 1989 al 2010 è stato docente di Storia delle istituzioni militari e dei sistemi di sicurezza all'Università Cattolica del Sacro Cuore di Milano.
Ha collaborato con l'Ufficio Storico dello Stato Maggiore dell'Esercito, con l'Istituto Affari Internazionali e con varie riviste di approfondimento come Renovatio diretta da Gianni Baget Bozzo, L'Europa diretta da Angelo Magliano, la Rivista Militare durante la direzione del colonnello Piergiorgio Franzosi, e Strategia Globale diretta da Edgardo Sogno, e infine Limes, Ideazione, Palomar e Liberal/Risk. È stato consulente del Centro Militare di Studi Strategici (CeMiSS) ed ha collaborato con il Centro Alti Studi per la Difesa (CASD) durante la direzione e la presidenza del generale Carlo Jean. Ha pubblicato numerosi lavori insieme ad insigni storici militari come Ferruccio Botti, Antonio Sema e Piero Crociani.
Dal 1997 al 2001 è stato consulente della Commissione bicamerale di inchiesta sul terrorismo e le stragi durante la presidenza del senatore Giovanni Pellegrino.
È stato presidente della Società Italiana di Storia Militare dal 2004 al 2008 e di nuovo dal 2010, nonché presidente dell'AABMI, (Associazione Amici della Biblioteca Militare Italiana) dal 2008 al 2010. Nel 2006 ha donato la sua biblioteca militare cartacea di 25 000 volumi alla Biblioteca Civica Farinone Centa di Varallo. Dal 2008 ha raccolto inoltre una Biblioteca Militare Digitale di 70 000 testi.
Dal gennaio 2020 è il direttore di Nuova Antologia Militare (NAM), una rivista interdisciplinare e internazionale a cura della Società Italiana di Storia Militare (SISM). Collabora con la rivista di geopolitica "Domino".

## Monografie
- Gli Italici nelle strutture militari romane, Milano, Giuffré, 1974.
- Le Forze Armate tra politica e potere, Firenze, Vallecchi, 1979.
- Guerra e diritto nel mondo antico, Milano, Giuffré, 1980.
- L'interpretazione storica del diritto di guerra romano fra tradizione romanistica e giusnaturalismo, Milano, Giuffré, 1981.
- La Comunità di Roccagiovine dal XVII secolo alla Repubblica Romana del 1849 nei documenti dell'Archivio di Stato di Roma, Comune di Roccagiovine, 1985.
- Il pensiero militare italiano dal primo al secondo dopoguerra 1919-49, USSME, Roma, 1985 (con Ferruccio Botti).
- L'Esercito pontificio nel 18º secolo fino alle riforme del 1792-93, USSME, Roma, 1986.
- Marte in Orbace. Guerra, esercito e milizia nella concezione fascista della nazione, Ancona, Nuove Ricerche, 1988 (con Antonio Sema).
- Storia militare della Prima Repubblica 1943-93, Ancona, Nuove Ricerche, 1994 (ora Invorio, Widerholdt Frères, 2009),
- Il generale col monocolo. Giovanni De Lorenzo 1907-1973, Ancona, Nuove Ricerche, 1995.
- Tra i Borboni e gli Asburgo. Eserciti e marine nelle guerre italiane del primo settecento (1701-32), Ancona, Nuove Ricerche, 1996 (con Giancarlo Boeri e Ciro Paoletti).
- Clausewitz, 1780-1832, Nuove ricerche, Ancona, 1997.
- La Corona di Lombardia. Guerre ed eserciti nell'Italia del medio Settecento (1733-63), Ancona, Nuove Ricerche, 1997 (con Giancarlo Boeri e Ciro Paoletti).
- Inventarsi una patria, Ideazione, Roma, 1997.
- La guerra delle Alpi 1792-96, USSME, Roma, 2000 (con Piero Crociani e Ciro Paoletti), ISBN 8887940002.
- Bella Italia Militar. Eserciti e Marine nell'Italia prenapoleonica 1748-96, USSME, Roma, 2000 (con Piero Crociani e Ciro Paoletti).
- Guerra civile, Roma, Ideazione, 2001, ISBN 88-87940-08-8.
- Storia militare dell'Italia giacobina 1796-1802, Roma, USSME, 2001 (con Piero Crociani e Ciro Paoletti), ISBN 8887940193
- Storia militare del Regno Italico 1802-1814, Roma, USSME, 2004 (con Piero Crociani e Ciro Paoletti), ISBN 9788887940411.
- Storia dello Spionaggio, Savigliano, Artistica Editrice, 2006 (con Tomaso Vialardi di Sandigliano).
- Storia militare del Regno murattiano (1806-1815), Invorio, Widerholdt Frères, 2008 (con Piero Crociani e Giancarlo Boeri).ISBN 8890281790.
- Il Regno di Sardegna nelle guerre napoleoniche e le legioni anglo-italiane (1799-1815), Invorio, Widerholdt Freres, 2008 (con Piero Crociani e Stefano Ales), ISBN 9788890281778.
- Dizionario biografico dell'Armata sarda. Seimila biografie (1799-1821) con la storia dell'ordine militare di Savoia e l'elenco dei primi decorati, Invorio, Widerholdt Frères, 2008 (con Dario Del Monte, Roberto Sconfienza, Davide Shamà e Tomaso Vialardi di Sandigliano), ISBN 9788890281792.
- Le Due Sicilie nelle guerre napoleoniche (1800-1815), Roma, USSME, 2008 (con Piero Crociani e Giancarlo Boeri), ISBN 9788887940930.
- Scrittori militari italiani del XV-XVI secolo, Roma, Litosroma, 2011, ISBN 9788890613104.
- Markiz Paulucci. Filippo Paulucci delle Roncole (1779-1849), Roma-Milano, SISM - Acies Edizioni, 2014 (con Maurizio Lo Re, Tatiana Polomochnykh e Piero Crociani), ISBN 978-88-909551-2-9. Markiz Paulucci. Filippo Paulucci delle Roncole (1779-1849) : Virgilio Ilari : Internet Archive.